# Округ Александер (Илиноис)
Округ Александер (енгл. Alexander County) је округ у америчкој савезној држави Илиноис.

## Демографија
По попису из 2010. године број становника је 8.238, што је 1.352 (-14,1%) становника мање 2000. године.
| Група             | 2000.         | 2010.         |
| Белци             | 5.968 (62,2%) | 4.983 (60,5%) |
| Афроамериканци    | 3.347 (34,9%) | 2.915 (35,4%) |
| Азијати           | 35 (0,4%)     | 16 (0,2%)     |
| Хиспаноамериканци | 138 (1,4%)    | 155 (1,9%)    |
| Укупно            | 9.590         | 8.238         |